# ティモシー・フランツ・ガイトナー
ティモシー・フランツ・ガイトナー（英語: Timothy Franz Geithner、1961年8月18日 - ）は、アメリカ合衆国の政治家、官僚、銀行家。バラク・オバマ政権で第75代財務長官を務めた。財務省で13年間勤務した経験を持ち、第9代ニューヨーク連邦準備銀行総裁を務めた。

## 生い立ちと私生活
1961年8月18日にニューヨーク州ニューヨークのブルックリン区で誕生した。父親はフォード財団主任研究員のピーター・フランツ・ガイトナー であった。ガイトナーは父親の仕事の関係により少年期を世界各地で過ごし、東アフリカ・インド・タイで暮らした。
タイ王国のバンコク・インターナショナル・スクールを卒業し、1983年にダートマス大学でアジア研究学の学士号を取得した。その後ジョンズ・ホプキンス大学高等国際問題研究大学院に進学し、1985年に国際経済学の修士号を取得した。ガイトナーはアジア研究を専攻し、特に日本語と中国語を学んだ。
1985年にダートマス時代の学友であるキャロル・マリー・ソネンフェルドと結婚した。ガイトナーはキャロルとの間に、子供を2人もうけた（長女エリス、長男ベンジャミン）。

## 職歴
1985年にワシントンD.C.のコンサルタント会社であるキッシンジャー・アソシエイツに就職し、およそ3年を過ごした。1988年にアメリカ合衆国財務省に入省し、国際担当財務次官特別補佐官となった。同省にいた時には日本在住経験があり、駐日アメリカ大使館に勤務した。

### クリントン政権
1995年から国際通貨金融政策担当の財務副次官補、1996年から国際担当の財務上級副次官補を務め、1997年からは国際担当財務次官補を務めた。1999年には国際担当財務次官に昇任し、ロバート・ルービン長官およびローレンス・サマーズ長官の下で2001年まで働いた。
財務省内においてガイトナーは1997年のアジア通貨危機に際し、市場安定化のための方針策定に関与した。そして特に韓国に対しては、国際通貨基金による緊急的な救済措置がなされなければならないと指摘した。また1998年には日本に対して金融市場の安定化のためには可及的速やかな不良債権処理が重要であるとも強調した。

### ジョージ・W・ブッシュ政権
2001年1月20日にジョージ・W・ブッシュ政権が発足するとガイトナーは財務省を離れ、外交問題評議会に国際経済担当の上級研究員として加わった。同年ガイトナーは国際通貨基金へ移り、2003年まで政策企画審査局で局長を務めた。2003年にニューヨーク連邦準備銀行総裁に就任。

### バラク・オバマ政権

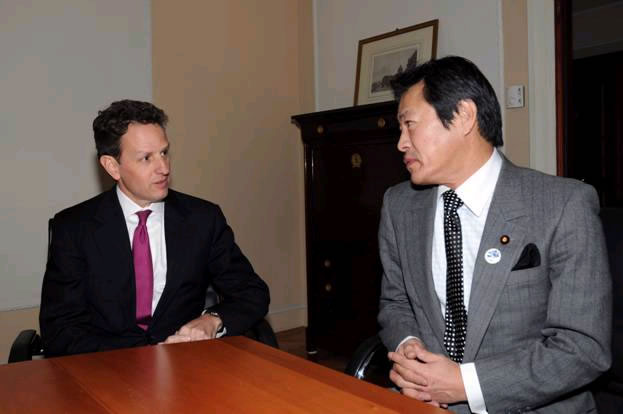
先進7ヶ国財務相・中央銀行総裁会議に先立ち、右の中川昭一財務相と会談 (2009年2月13日)

バラク・オバマ新大統領によって財務長官に指名されたが、国際通貨基金（IMF）に勤務していた当時、社会保障関連などの納税を怠ったことが問題視され、上院での採決は60対34と反対票が異例に多かった。

#### 財務長官の就任
2009年1月26日にオバマ政権で第75代アメリカ合衆国財務長官に就任した。これに伴いニューヨーク連邦準備銀行総裁を退任した。2013年1月25日にオバマ政権2期目の発足に伴い、財務長官を退任した。後任にはジェイコブ・ルー前大統領首席補佐官が2月28日に就任した。ジェイコブ同様、ガイトナーも財務長官就任前にサインを変更している。